# 15-XX
Classificazione delle ricerche matematiche: sezioni di livello 1

00-XX 01 03 05 06 08 | 11 12 13 14 15 16 17 18 19 20 22 | 26 28 30 31 32 33 34 35 37 39 40 41 42 43 44 45 46 47 49 | 
 51 52 53 54 55 57 58 | 60 62 65 68 | 70 74 76 78 | 80 81 82 83 85 86 | 90 91 92 93 94 97-XX
15-XX è la sigla della sezione di livello 1 dello schema di classificazione MSC dedicata ad algebra lineare, algebra multilineare e teoria delle matrici.
Questa pagina presenta la struttura ad albero delle sue sottocategorie dei livelli intermedio e dettagliato.

## 15-XX
algebra lineare e multilineare; teoria delle matrici
- 15-00 opere di riferimento generale (manuali, dizionari, bibliografie ecc.)
- 15-01 esposizione didattica (libri di testo, articoli tutoriali ecc.)
- 15-02 presentazione di ricerche (monografie, articoli di rassegna)
- 15-03 opere storiche {!va assegnato almeno un altro numero di classificazione della sezione 01-XX}
- 15-04 calcolo automatico esplicito e programmi (non teoria della computazione o della programmazione)
- 15-06 atti, conferenze, collezioni ecc.

## 15Axx
- 15Axx algebra lineare di base
- 15A03 spazi vettoriali, dipendenza lineare, rango
- 15A04 trasformazioni lineari, trasformazioni semilineari
- 15A06 equazioni lineari
- 15A09 inversione di matrici, matrici inverse generalizzate
- 15A12 condizionamento delle matrici [vedi anche 65F35]
- 15A15 determinanti, permanenti, altre funzioni speciali sulle matrici [vedi anche 19B10, 19B14]
- 15A16 esponenziale di matrice e funzioni di matrice similari
- 15A18 autovalori, valori singolari ed autovettori
- 15A21 forme canoniche, riduzioni, classificazione
- 15A22 fasci di matrici [vedi anche 47A56]
- 15A23 fattorizzazione delle matrici
- 15A24 equazioni ed identità di matrici
- 15A27 commutatività
- 15A29 problemi inversi
- 15A30 sistemi algebrici di matrici [vedi anche 16S50, 20Gxx, 20Hxx]
- 15A33 matrici sopra anelli particolari (quaternioni, campi finiti ecc.)
- 15A39 disuguaglianze lineari
- 15A42 disuguaglianze coinvolgenti autovalori ed autovettori
- 15A45 disuguaglianze varie coinvolgenti matrici
- 15A48 matrici positive e loro generalizzazioni; coni di matrici
- 15A54 matrici sopra anelli di funzioni in una o più variabili
- 15A60 norme di matrici, range? numerico, applicazioni dell'analisi funzionale alla teoria delle matrici [vedi anche 65F35, 65J05]
- 15A63 forme quadratiche e bilineari, prodotti interni [vedi, principalmente 11Exx]
- 15A66 algebre di Clifford, spinori
- 15A69 algebra multilineare, prodotti tensoriali
- 15A72 algebra vettoriale e tensoriale, teoria degli invarianti [vedi anche 13A50, 14L25]
- 15A75 algebra esterna, algebre di Grassmann
- 15A78 altre algebre costruite a partire da moduli
- 15A90 applicazioni della teoria delle matrici alla fisica
- 15A99 argomenti vari

## 15Bxx
matrici speciali 
- 15B05 matrici di Toeplitz, di Cauchy e matrici collegate
- 15B10 matrici ortogonali
- 15B15 matrici sfumate
- 15B33 matrici sopra anelli speciali (quaternioni, campi finiti ecc.)
- 15B34 matrici booleane e di Hadamard
- 15B35 matrici per schemi di segni
- 15B36 matrici di interi [vedi anche 11C20]
- 15B48 matrici positive e loro generalizzazioni; coni di matrici
- 15B51 matrici stocastiche
- 15B52 matrici casuali
- 15B57 matrici hermitiane, anti-hermitiane e matrici collegate
- 15B99 argomenti diversi dal precedente, ma in questa sezione